# Lockenhaus
Lockenhaus (ungarisch Léka, kroatisch Livka) ist eine Marktgemeinde mit 2072 Einwohnern (Stand 1. Jänner 2025) im Burgenland im Bezirk Oberpullendorf  in Österreich.

## Geografie
Die Gemeinde befindet sich im Mittelburgenland an der Grenze zu Ungarn am Fluss Güns, rund 15 Kilometer südwestlich von Oberpullendorf. Von der Gemeindefläche sind 80 Prozent bewaldet, 13 Prozent werden landwirtschaftlich genutzt.

### Gemeindegliederung
Das Gemeindegebiet umfasst folgende fünf Ortschaften (in Klammern Einwohnerzahl Stand 1. Jänner 2025):
- Glashütten bei Langeck im Burgenland (328)
- Hammerteich (245) samt Hammer und Teich
- Hochstraß (192)
- Langeck im Burgenland (204)
- Lockenhaus (1103) samt Föhrenhöhe, Miniau und Pullersbergwiesen

Die Gemeinde besteht aus den Katastralgemeinden Glashütten bei Langeck, Hammerteich, Hochstraß, Langeck, Langeck-Eichwald und Lockenhaus.

### Nachbargemeinden
| Pilgersdorf              | Unterrabnitz-Schwendgraben, Piringsdorf     | Steinberg-Dörfl            |
| Unterkohlstätten (OW)    | Kompassrose, die auf Nachbargemeinden zeigt | Mannersdorf an der Rabnitz |
| Weiden bei Rechnitz (OW) | Markt Neuhodis, Rechnitz (OW)               | Ungarn                     |

## Geschichte

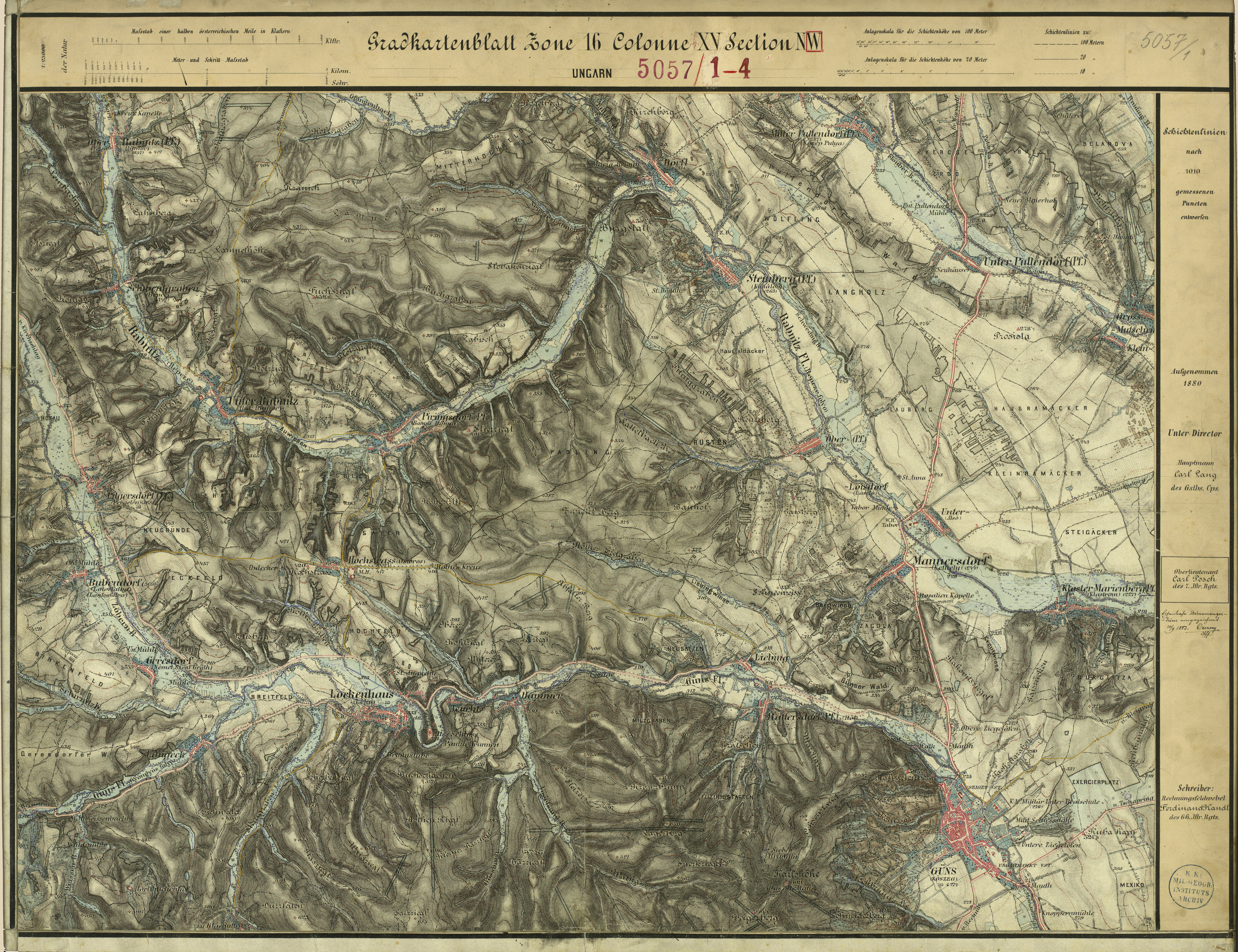
Lockenhaus (links unten) um 1880 (Aufnahmeblatt der Landesaufnahme)

Vor Christi Geburt war das Gebiet Teil des keltischen Königreiches Noricum und gehörte zur Umgebung der keltischen Höhensiedlung Burg auf dem Schwarzenbacher Burgberg.
Später unter den Römern lag das heutige Lockenhaus in der Provinz Pannonia.
Der Ort gehörte wie das gesamte Burgenland bis 1920/21 zu Ungarn (Deutsch-Westungarn).
Seit 1898 musste aufgrund der Magyarisierungspolitik der Regierung in Budapest der ungarische Ortsname Léka verwendet werden.
Nach Ende des Ersten Weltkriegs wurde nach zähen Verhandlungen Deutsch-Westungarn in den Verträgen von St. Germain und Trianon 1919 Österreich zugesprochen. Der Ort gehört seit 1921 zum neu gegründeten Bundesland Burgenland (siehe auch Geschichte des Burgenlandes).
Eine jüdische Gemeinde im Dorf bestand bis 1938. Ein Denkmal für die Mitglieder der jüdischen Gemeinde in Lockenhaus, die im Holocaust ermordet wurden, wurde 2008 enthüllt.
Marktgemeinde ist Lockenhaus seit 1973 (durch VO 5 erfolgte Weiterverleihung).

## Kultur und Sehenswürdigkeiten

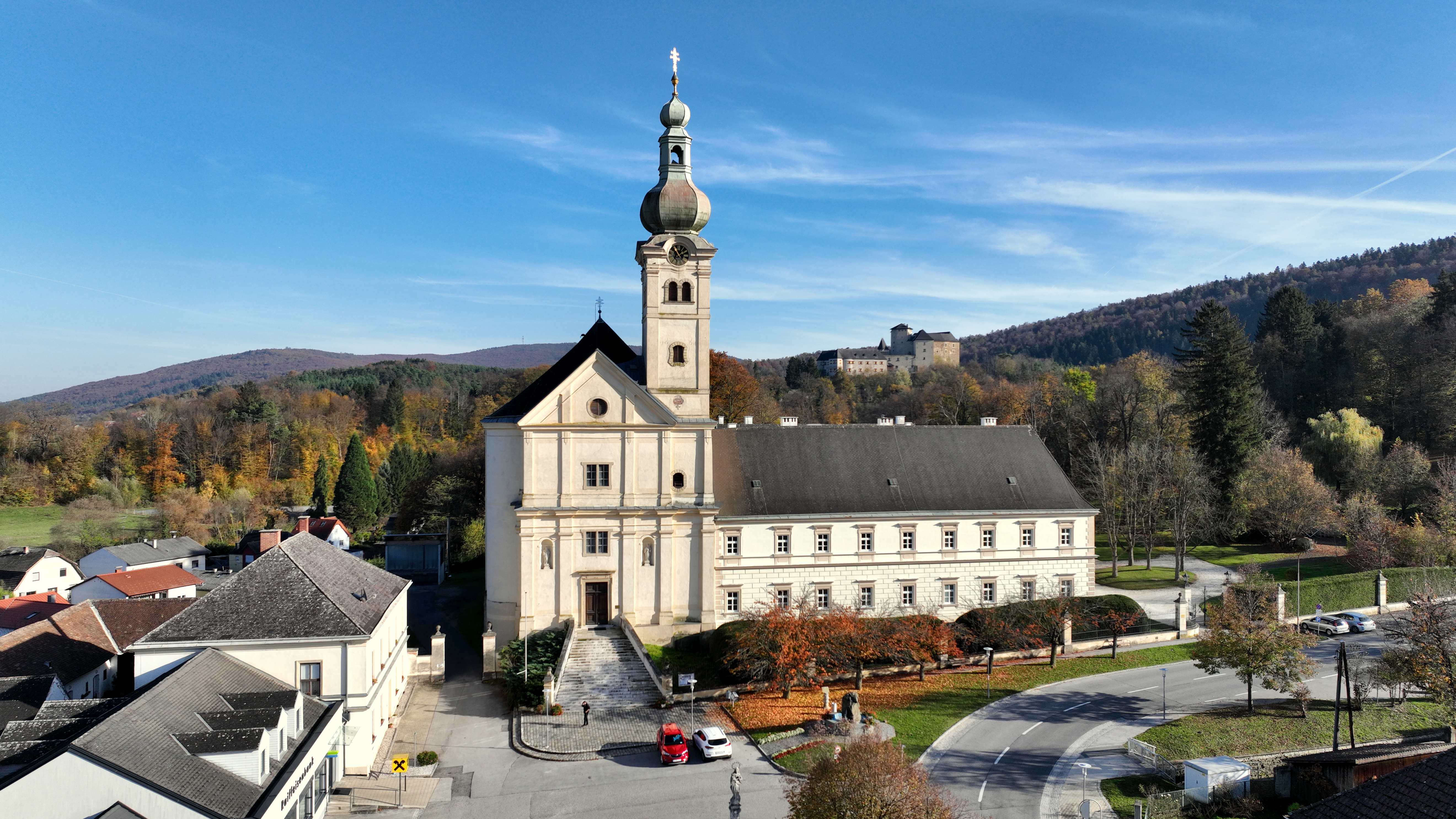
Ostseitiger Hauptplatz mit Kirche sowie ehemaligem Klostergebäude und im Hintergrund die Burg

- Burg Lockenhaus: Lockenhaus ist bekannt für die mittelalterliche Hochburg Burg Lockenhaus, die auf eine geschichtsträchtige Vergangenheit zurückblicken kann. Im 13. Jahrhundert soll sie ein Unterschlupf der Tempelritter gewesen sein, was aber nicht hundertprozentig belegbar ist. Sicher hingegen ist, dass auf der Burg auch Elisabeth Báthory residierte. Heute ist die Burg ein kulturelles Zentrum mit einer Dauerausstellung (Gustinus Ambrosi, Templerorden und andere Themen) und aktuellen Ausstellungen.
- Naturpark Geschriebenstein
- Pfarrkirche Lockenhaus: Die römisch-katholische Pfarrkirche wurde 1656 bis 1669[6] vom italienischen Baumeister Pietro Orsolini erbaut. Seit 2003 befindet sich hier die größte Kirchenorgel des Burgenlandes.
- Das ehemalige Augustiner-Eremiten-Kloster neben der Pfarrkirche wurde 1868 als Sommerschloss der Familie Esterházy adaptiert.
- Die Kalvarienberganlage mit 14 Wegkapellen, der Kalvarienbergkirche und der Marienkapelle.

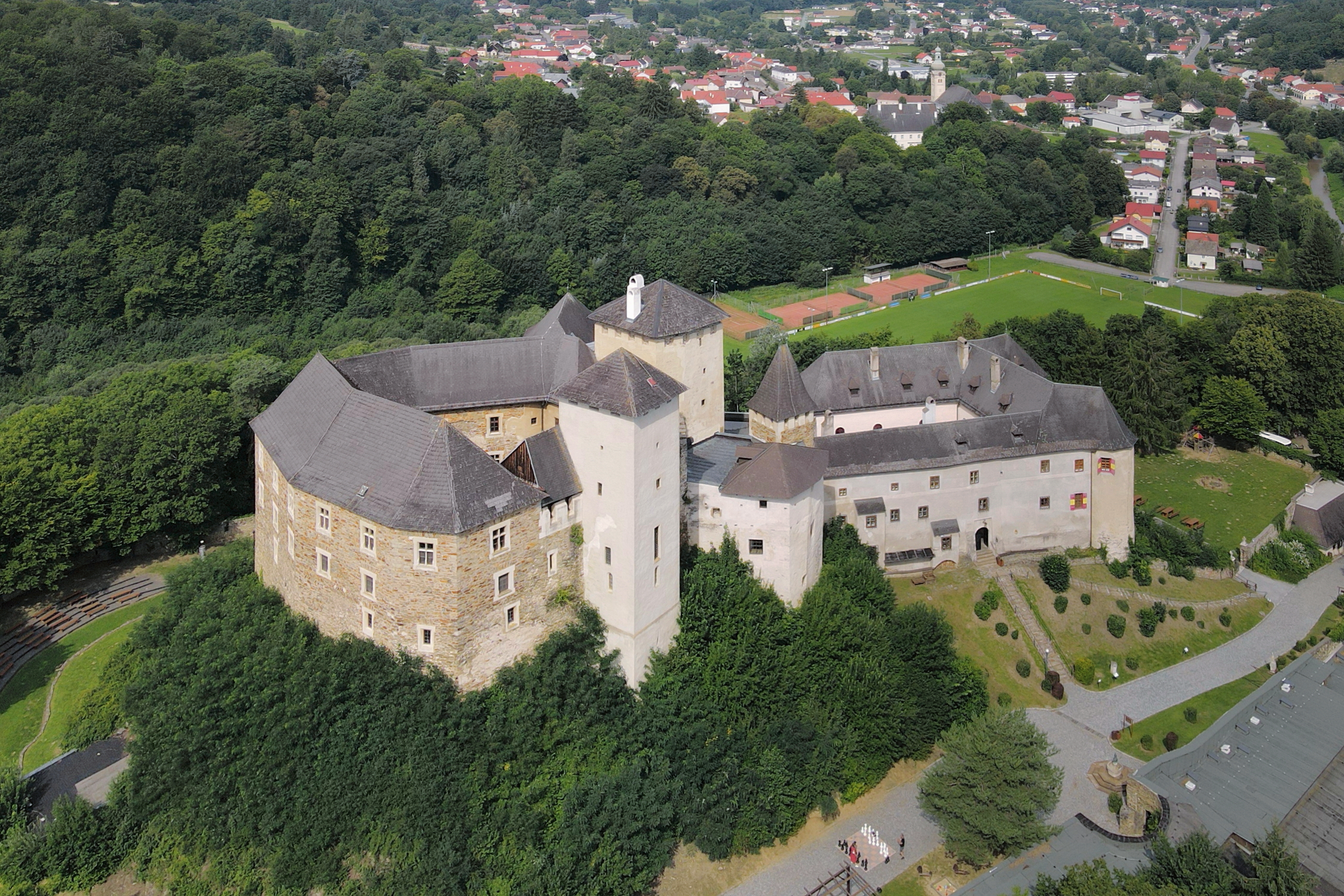
Burg Lockenhaus
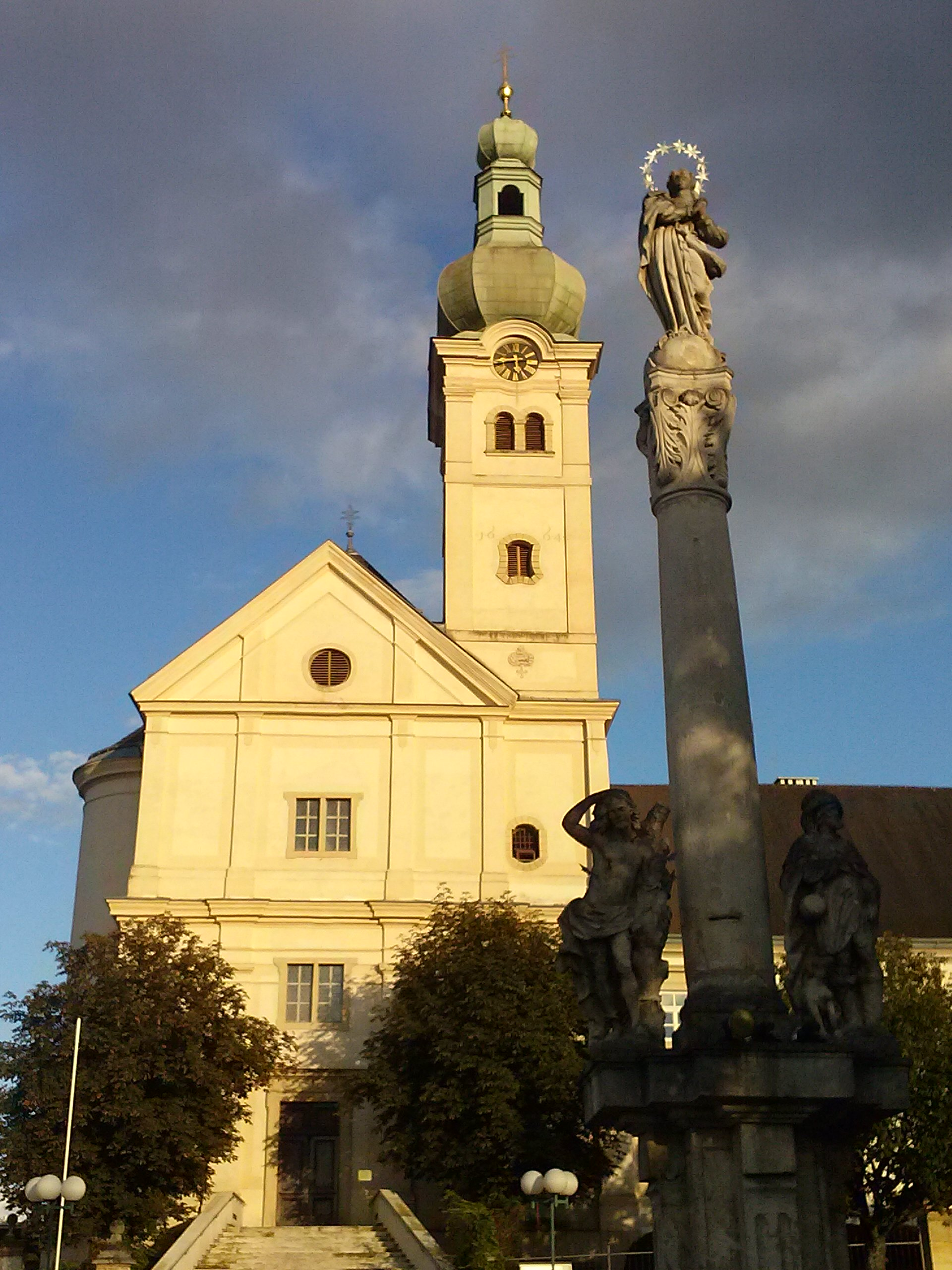
Pfarrkirche Lockenhaus
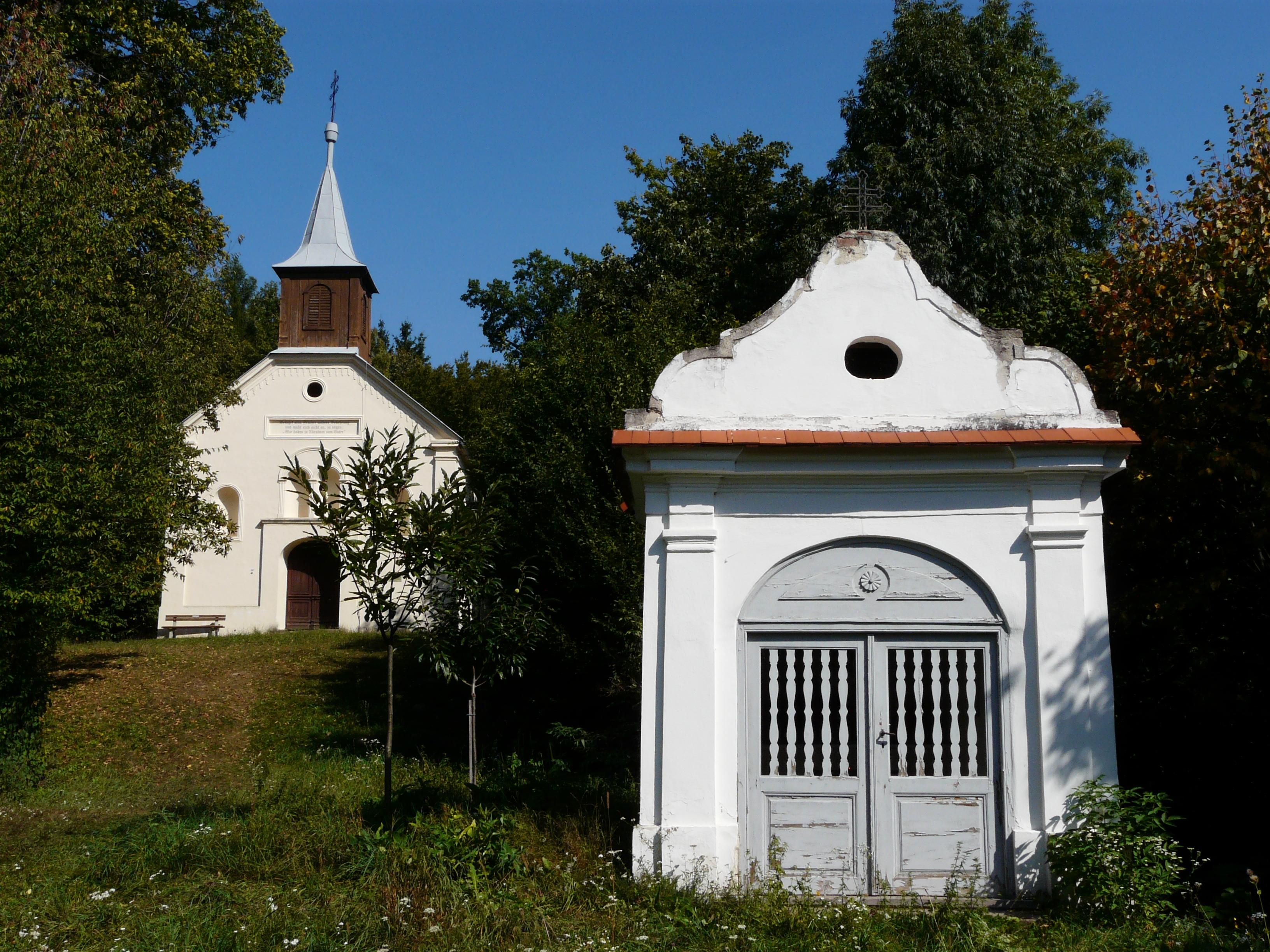
Kalvarienberg
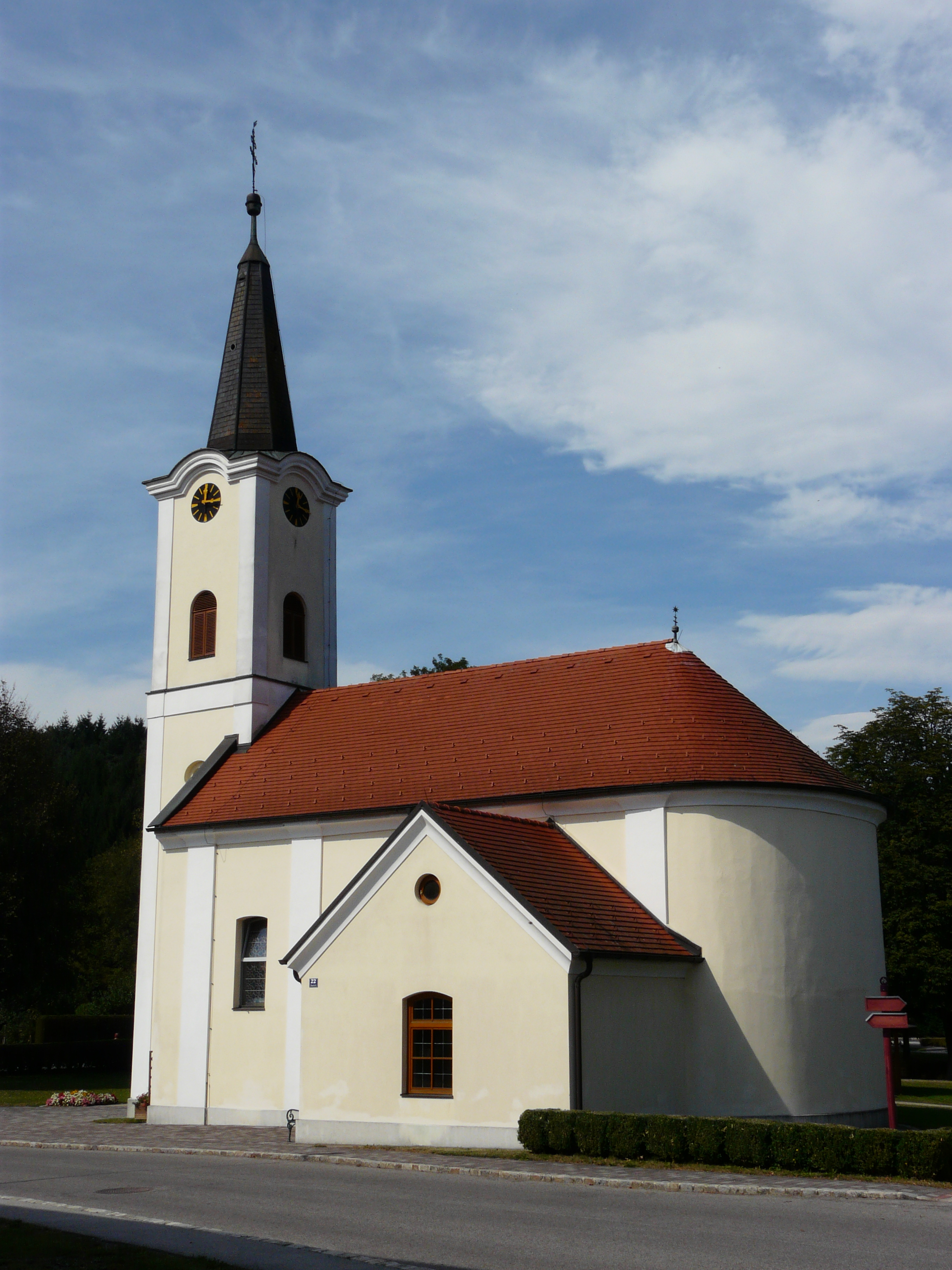
Filialkirche Langeck
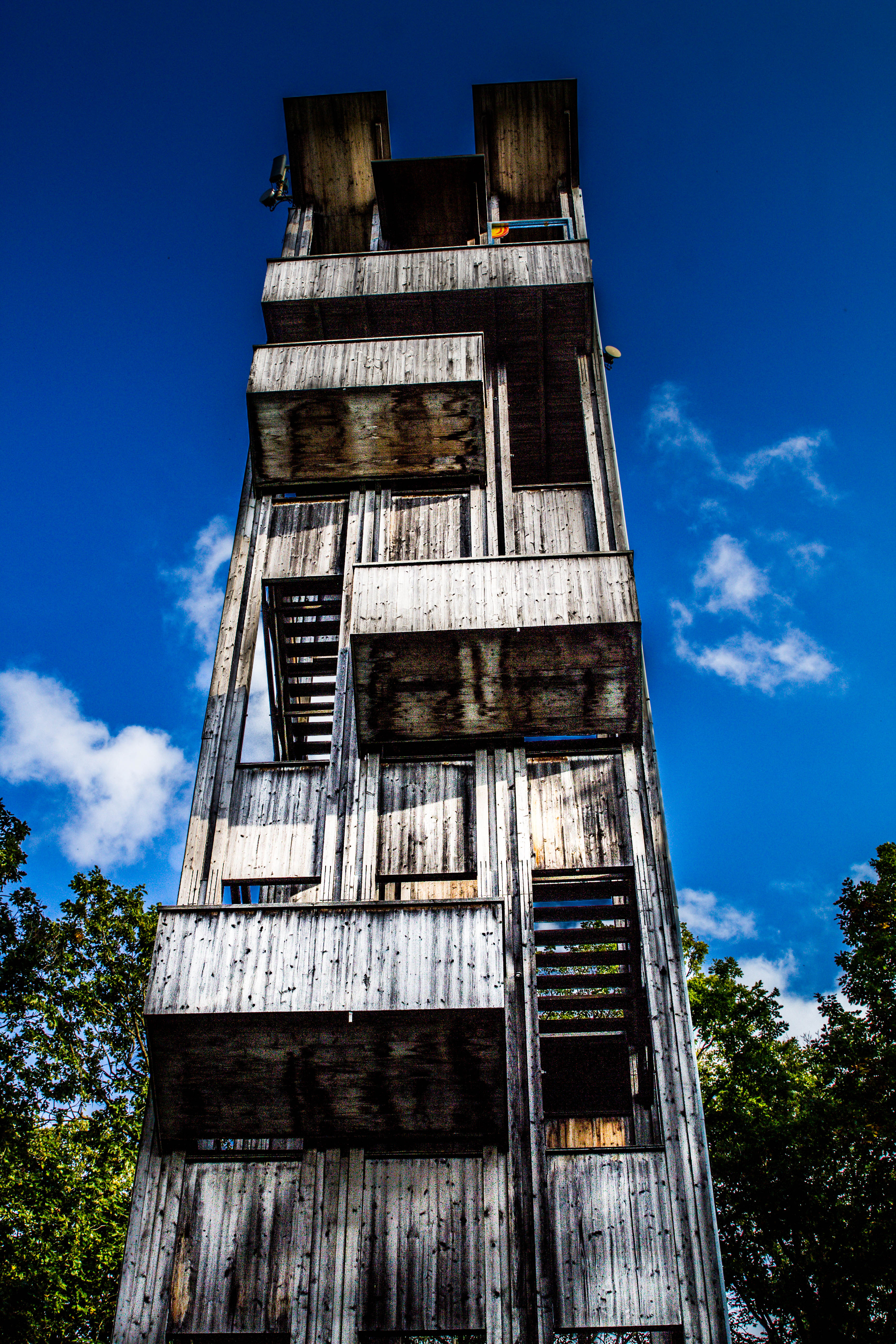
Aussichtsturm Margarethenwarte am Geschriebenstein

### Regelmäßige Veranstaltungen
- Kammermusikfest Lockenhaus: Der Geiger Gidon Kremer begründete 1981 das Internationale Kammermusikfest Lockenhaus und leitete dieses bis 2011. Seit 2012 ist der Cellist Nicolas Altstaedt Künstlerischer Leiter des Festivals. Es werden jährlich im Juli klassische Konzerte hochkarätiger Musiker aus aller Welt veranstaltet, die auf der Burg und in der Kirche des Ortes stattfinden.[7]
- Orgelfestival Lockenhaus: Seit 2003 hat sich das Orgelfestival Lockenhaus unter der Leitung von Wolfgang Horvath etabliert.

## Wirtschaft und Infrastruktur
In der Burg Lockenhaus wird ein Burghotel mit 160 Betten geführt, teilweise in der Hochburg und in dem an der Burgmauer angebauten Burghotel.
Durch die Gemeinde führen mit dem Burgenland Weitwanderweg, dem Ostösterreichischen Grenzlandweg 07 und dem Europäischen Fernwanderweg E4 mehrere Fernwanderwege.
Der größte Arbeitgeber der Region ist das Elektronikunternehmen BECOM Electronics GmbH mit Sitz in Hochstraß.

## Politik

### Gemeinderat
Der Gemeinderat umfasst aufgrund der Anzahl der Wahlberechtigten insgesamt 23 Mitglieder.
| Partei          | 2022             | 2022             | 2022             | 2017             | 2017             | 2017             | 2012             | 2012             | 2012             | 2007             | 2007             | 2007             | 2002             | 2002             | 2002             | 1997             | 1997             | 1997             |
| Partei          | Sti.             | %                | M.               | Sti.             | %                | M.               | Sti.             | %                | M.               | Sti.             | %                | M.               | Sti.             | %                | M.               | Sti.             | %                | M.               |
| --------------- | ---------------- | ---------------- | ---------------- | ---------------- | ---------------- | ---------------- | ---------------- | ---------------- | ---------------- | ---------------- | ---------------- | ---------------- | ---------------- | ---------------- | ---------------- | ---------------- | ---------------- | ---------------- |
| SPÖ             | 950              | 65,97            | 15               | 737              | 52,20            | 12               | 832              | 54,27            | 13               | 851              | 52,08            | 13               | 893              | 55,74            | 13               | 596              | 42,97            | 9                |
| ÖVP             | 417              | 28,96            | 7                | 539              | 38,17            | 9                | 613              | 39,99            | 9                | 714              | 43,70            | 10               | 669              | 41,76            | 10               | 646              | 46,58            | 10               |
| FPÖ             | 73               | 5,07             | 1                | 136              | 9,63             | 2                | 88               | 5,74             | 1                | 31               | 1,90             | 0                | 40               | 2,50             | 0                | 71               | 5,12             | 1                |
| FBL             | nicht kandidiert | nicht kandidiert | nicht kandidiert | nicht kandidiert | nicht kandidiert | nicht kandidiert | nicht kandidiert | nicht kandidiert | nicht kandidiert | 38               | 2,33             | 0                | nicht kandidiert | nicht kandidiert | nicht kandidiert | nicht kandidiert | nicht kandidiert | nicht kandidiert |
| DG A1           | nicht kandidiert | nicht kandidiert | nicht kandidiert | nicht kandidiert | nicht kandidiert | nicht kandidiert | nicht kandidiert | nicht kandidiert | nicht kandidiert | nicht kandidiert | nicht kandidiert | nicht kandidiert | nicht kandidiert | nicht kandidiert | nicht kandidiert | 74               | 5,34             | 1                |
| Wahlberechtigte | 2087             | 2087             | 2087             | 2086             | 2086             | 2086             | 2103             | 2103             | 2103             | 2107             | 2107             | 2107             | 2055             | 2055             | 2055             | 1754             | 1754             | 1754             |
| Wahlbeteiligung | 74,80 %          | 74,80 %          | 74,80 %          | 75,93 %          | 75,93 %          | 75,93 %          | 81,55 %          | 81,55 %          | 81,55 %          | 83,01 %          | 83,01 %          | 83,01 %          | 86,03 %          | 86,03 %          | 86,03 %          | 90,02 %          | 90,02 %          | 90,02 %          |

### Gemeindevorstand
Neben Bürgermeister Michael Kefeder (SPÖ) und Vizebürgermeister Christoph Frühstück (SPÖ) gehören weiters die geschäftsführenden Gemeinderäte Karina Schermann (SPÖ), Johannes Moser (ÖVP), René Stifter (SPÖ), Ernst Dorner (SPÖ) und Brigitta Lackner (ÖVP) dem Gemeindevorstand an.
Zur Gemeindekassierin wurde Jennifer Reiter (SPÖ) und zum Umweltgemeinderat wurde Johannes Moser (ÖVP) gewählt.
Zu Ortsvorstehern wurden ernannt: Karina Schermann für Lockenhaus, René Stifter für Glashütten, Ernst Dorner für Hammerteich, Christoph Frühstück für Langeck und Roman Leitner für Hochstraß.

### Bürgermeister
Bürgermeister war bis Anfang 2022 Christian Vlasich (SPÖ). Er trat 2012 die Nachfolge von Werner Brenner (SPÖ) an, der seit 1997 der Gemeinde vorstand. Bei der Bürgermeisterdirektwahl am 1. Oktober 2017 wurde Vlasich im ersten Wahlgang mit 58,80 % der Stimmen in seinem Amt bestätigt. Seine beiden Mitbewerber waren Gabriele Hafner (ÖVP), die auf 34,79 % kam, und Harald Müller (FPÖ) mit 6,42 %.
In der konstituierenden Sitzung des Gemeinderats wurde Gabriele Hafner (ÖVP) zur Vizebürgermeisterin gewählt.
Leiter des Gemeindeamts ist Peter Nuschy.
Anfang 2022 wurde Michael Kefeder als Nachfolger von Christian Vlasich zum Bürgermeister gewählt.

## Söhne und Töchter der Gemeinde
- Hermann Friedrich Otto (1751–1810), Fürst von Hohenzollern-Hechingen
- Stefan Hollenthoner (1890–1981), Landwirt, Bäckermeister und Politiker
- Ludwig Stössel (1883–1973), Schauspieler

## Mit der Gemeinde verbunden
- Hans Raimund (1945), Schriftsteller, Übersetzer